# Welf VII
Welf VII, född 1135, död 1167, var en italiensk monark. Han var regerande markgreve i Toscana mellan 1160 och 1167. 